# Eulitoma
Genre
Eulitoma est un genre de mollusques gastéropodes au sein de la famille Eulimidae. Les espèces rangées dans ce genre sont marines et parasitent des échinodermes ; l'espèce type est Eulitoma nitens.

## Distribution
Certaines espèces sont présentes dans l'océan pacifique, notamment sur le littoral australien ; d'autres espèces se rencontrent dans l'océan Atlantique Nord-Est.

## Liste d'espèces
Selon World Register of Marine Species (25 août 2017) :
- Eulitoma akauni (Habe, 1952)
- Eulitoma arcus Bouchet & Warén, 1986
- Eulitoma insignis (Dautzenberg & H. Fischer, 1896)
- Eulitoma josephinae Bouchet & Warén, 1986
- Eulitoma langfordi (Dall, 1925)
- Eulitoma nishimurai (Habe, 1958)
- Eulitoma nitens Laseron, 1955
- Eulitoma obtusiuscula Bouchet & Warén, 1986